# Kara Üveys Pascha
 Kara Üveys Pascha († 1591 in Ägypten) war ein osmanischer Würdenträger im 16. Jahrhundert.
Er stammte aus einer Familie aus Aydın. Seine Laufbahn startete er als Qādī in Tire (Provinz Izmir). Später wechselte er ins Gefolge des Prinzen und späteren Sultans Murad III. in Manisa und wurde, nachdem Murad Sultan geworden war, dessen Defterdar. Es entstand eine Rivalität mit dem Großwesir Sokollu Mehmed Pascha, der Üveys im Februar 1575 finanzieller Unregelmäßigkeiten beschuldigte, der Sultan nahm Üveys aber in Schutz. Laut Ibrâhîm Peçevî war Üveys auch weniger bestechlich als andere Günstlinge Murads III. (insbesondere Şemsi Pascha)
Kara Üveys bekam 1578 das Amt des Beylerbeys von Buda als Nachfolger von Sokollu Mustafa Pascha. Üveys Pascha widerstrebte es zunächst, ein Amt in der von der Hauptstadt und dem Sultanshof weit entfernten Provinz anzutreten, er brach aber doch nach Buda auf und arbeitete sich in sein Amt ein.
Während der kriegserfahrene Soldat Sokollu Mustafa Pascha in seiner Funktion als Beylerbey sich hauptsächlich um die Sicherheit der Einwohner kümmerte, kümmerte sich der Finanzbeamte Üveys Pascha vorrangig um die Konsolidierung der wirtschaftlichen Lage der Provinz und um die Erhöhung der Einnahmen. Er erhöhte Einfuhrzölle und Steuern und bekämpfte den Schwarzmarkt. Seine Aktivitäten führen zu einem Rückgang der Nahrungsmittelimporte und zu einer Hungersnot, da Nahrungsmittel aus den anderen Provinzen des Osmanischen Reiches zunächst nicht schnell genug verfügbar waren. Die Steuererhöhungen führten zu vermehrter Landflucht und laut Sandor Takats war der Beylerbey bei der Bevölkerung unbeliebt. In seiner Regierungszeit verbesserte sich die wirtschaftliche Lage im Kernland des osmanischen Ungarns. Die Grenzregionen litten aber unter der unsicheren Lage. Kara Üveys Pascha hatte das Amt bis 1581 inne.
Nach seiner Amtszeit in Buda hatte er verschiedene Posten im arabischen Teil des Reiches inne: u. a. Provinzgouverneur von Aleppo 1582–1585, Damaskus 1585 und wieder Aleppo 1585–1586. Im Februar 1586 wurde er wieder zum Defterdar berufen. Ab 1587 war er Gouverneur der Provinz Ägypten. 1590 wurde ihm der Rang eines Wesir verliehen. 1591 starb er in Ägypten.
Das Stadtviertel Hoca Üveys Mahallesi im Istanbuler Stadtteil Fatih ist nach ihm benannt. Hier befinden sich auch eine nach ihm benannte Moschee sowie eine Bibliothek.
Auch in Aydın hat er eine nach ihm benannte Moschee errichten lassen.